# Mortal Kombat X
Mortal Kombat X é um jogo eletrônico de luta de 2015 desenvolvido pela NetherRealm Studios e publicado pela Warner Bros. Home Entertainment. Realizado por Ed Boon, um dos criadores da série. É o décimo título principal da série Mortal Kombat e serve como sequela para Mortal Kombat de 2011. Foi lançado a 14 de Abril de 2015 para Microsoft Windows, PlayStation 4 e Xbox One. Inicialmente também previsto para PlayStation 3 e Xbox 360. Em 28 de Agosto de 2015 a Warner Bros. anunciou o cancelamento de ambas as versões para consoles.
Mortal Kombat X‍ é um jogo de luta em que dois jogadores lutam um contra o outro, usando uma enorme variedade de ataques. Para além de incluir várias mecânicas usadas em capítulos anteriores, em Mortal Kombat X‍ cada lutador tem três ‘variações’, cada uma com o seu próprio estilo e lista de movimentos. Mortal Kombat X‍ tem vários modos, como o modo história que tem lugar vinte anos depois dos acontecimentos ocorridos no jogo anterior, numerosos modos online, e a 'Kripta', em que o jogador usa uma perspectiva na primeira pessoa e tem de explorar áreas para desbloquear várias recompensas.
De acordo com o site de pontuações agregadas Metacritic, todas as versões de Mortal Kombat X receberam análises "geralmente favoráveis". Os elogios foram sobretudo dirigidos aos aspectos visuais, às mecânicas e à jogabilidade, incluindo as novas variações de cada um dos personagens. Enquanto que a história teve uma recepção polarizada, o grande foco das criticas foi direccionado principalmente para com a adição das microtransações e do conteúdo adicional pago. Particularmente, a versão para Windows foi muito criticada devido aos vários problemas técnicos que prejudicam a experiência. Um sucesso comercial, foram vendidas mais de 5 milhões de cópias de  Mortal Kombat X, com Boon a referir que o jogo foi "o maior lançamento da história da série". Ganhou diversos prémios de “Melhor Jogo de Luta”, incluindo os atribuídos pelo IGN, Game Informer, D.I.C.E. Awards e The Game Awards 2015.
Uma versão actualizada de Mortal Kombat X, a Mortal Kombat XL, foi lançada em março de 2016 para as consolas. Entre outras melhorias, a nova versão inclui todos os personagens extra dos dois Kombat Packs e grande parte dos fatos alternativos.

## Jogabilidade
Assim como nos jogos anteriores da série, Mortal Kombat X é um jogo eletrônico de combate em que dois jogadores lutam um contra o outro ou contra uma inteligência artificial numa variedade de ataques, movimentos especiais e finalizações que marcam a série.  A “barra especial”, incluída pela primeira vez no título antecessor, permite novamente que os jogadores usem várias técnicas, tais como: quebrar golpes, golpear com mais força e executar os ataques raio-x. Semelhantemente a Injustice: Gods Among Us, o jogo anterior da NetherRealm Studios, os lutadores podem interagir com os cenários, como por exemplo, usar partes do cenário como armas. O jogo também introduz a “barra de resistência” ou "estâmina" usada pela última vez em Mortal Kombat 4. Localizada por baixo da "barra de vida", a barra está dividida em duas partes que são usadas quando o jogador faz certas ações (no entanto, nem todas as ações consomem uma parte por inteiro). Correr, que já foi usado também noutros jogos da série, ou interagir com o cenário, consome “resistência”. A barra volta a ser restabelecer quando o jogador não fizer nenhuma ação por alguns segundos.
Mortal Kombat X inclui os "Brutalities", um movimento de finalização que não era usado desde Mortal Kombat Trilogy e nas versões SNES e Sega Genesis de Ultimate Mortal Kombat 3. Há mais de 100, e ao contrário dos jogos anteriores, os Brutalities não são executadas depois de uma longa sequência de botões, mas sim ativados em certas condições, como ganhar um round com um lançamento ou não usar o bloqueio durante o combate. Uma nova finalização estreou neste jogo; o "Quitality", que mata instantaneamente o jogador se este desistir de um combate no modo online, explodindo sua cabeça. Em adição, existe o novo "Brutality de Cenário", similar ao "Brutality", mas o oponente é morto usando partes do cenário.
Em Mortal Kombat X cada um dos lutadores tem três variações de lutas, cada uma com a sua própria lista de movimentos. Por exemplo, Scorpion pode usar a variação ‘Ninjutsu’, em que usa duas espadas; a ‘Fogo do Inferno’, que se baseia em movimentos especiais com fogo e a ‘Inferno’ que faz aparecer um assecla demoníaco que o ajuda no combate. Por outro lado, Raiden tem a variação ‘Deslocador’, que se foca na teleportação; a ‘Deus do Trovão’, que dá mais poder às combinações de movimentos eléctricos e a ‘Mestre das Tempestades’ que permite criar pelo cenário armadilhas feitas de raios.
O jogo inclui os modos "1 vs. 1 Ranked", "King of the Hill", "Survivor", "Test Your Luck" e "Kustom Kombat". Outros modos já conhecidos de jogos anteriores também estão presentes, por exemplo a "Krypta", que utiliza um tema sombrio e possibilita que o jogador destrava conteúdos extras por meio de uma moeda fictícia obtida ao longo das lutas. Mortal Kombat X introduz um novo modo online persistente na série: "Faction Wars" (Guerra de Facções). Neste modo, que suporta "multiplataforma", são formados grupos por jogadores em que estes juram aliança a uma das cinco facções (clãs): "Black Dragon", "Brotherhood of Shadow", "Lin Kuei", "Special Forces" e "White Lotus". Assim que os jogadores se aliam a uma facção, recebem desafios e objetivos para completar a solo ou nos modos online. Cada facção tem um conjunto único de desbloqueáveis e o vencedor semanal tem direito a itens e recompensas especiais (incluindo a possibilidade de alternar os "Fatalities" de uma personagem). Semanalmente surgem competições entre os diferentes grupos e cada ação dos jogadores contribui para aumentar o progresso da facção. No modo online, derrotar jogadores de facções rivais ajuda, mais do que o normal, a ganhar mais reputação para a facção. Outra nova adição chama-se "Living Towers" (Torres Vivas), uma forma evoluída da "Torre dos Desafios" (Challenge Tower) de Mortal Kombat 9 (2011). Esta é divida em três: de hora em hora, que é atualizada depois de algumas horas com novos conteúdos e desafios; diariamente, que oferece mais experiência, mas aumenta consideravelmente a dificuldade; e a semanalmente, que está ligada a eventos especiais e dependentes da ocasião ao longo do ano.

## Sinopse
Mortal Kombat X tem um novo enredo original, não-linear, "apresentando alguns dos personagens mais prolíficos do jogo, incluindo Scorpion e Sub-Zero, enquanto introduz novos desafios que representam as forças do bem e do mal, amarrando o conto como um todo". A história começa no final do jogo anterior e, eventualmente, avança 20 anos para o futuro, dando ênfase a veteranos idosos, novos personagens e aos filhos da antiga geração de lutadores.

## Personagens
Os novos personagens estão listados em negrito:
| - Alien a b c - Baraka d - Bo' Rai Choa c - Cassandra "Cassie" Cage - D'Vorah - Ermac - Erron Black - Ferra/Torr - Freddy Krueger d - Goroa - Jacqueline Briggs - Jason Voorhees a b | - Jade d - Jax - Johnny Cage - Kano - Kenshi - Kitana - Kotal Kahn - Kung Jin - Kung Lao - Leatherface a b c - Liu Kang - Mileena | - Predador a b - Quan Chi - Raiden - Reptile - Scorpion - Shinnok - Sonya Blade - Sub-Zero - Takahashi Takeda - Tanyaa - Tremor a - Triborg a c |

↑a : Conteúdo adicional.
↑b : Personagem convidado.
↑c : Exclusivo para consola.
↑d : Exclusivo para versão mobile.
Juntamente com os incumbentes, como Scorpion e Sub-Zero, foram revelados vários lutadores novos: D'Vorah, uma mulher que controla insetos; Ferra/Torr, uma dupla que consiste numa garota armada e num bruto gigante mascarado; Cassandra "Cassie" Cage, filha de Johnny Cage e Sonya Blade; e Kotal Kahn, um "deus do sangue" inspirado em aztecas, descrito por Ed Boon como o novo imperador do Outworld; Nos meses seguintes foram revelados também Takahashi Takeda, filho de Kenshi; e Jacqui Briggs, filha de Jax. Outros personagens novos para a série incluem Kung Jin, um arqueiro primo de Kung Lao; e Erron Black, um personagem de estilo pistoleiro Western. A batalha final do modo história de Mortal Kombat X é contra Corrupted Shinnok, uma personagem não jogável que é a versão demoníaca de Shinnok. No modo história aparecem ainda Rain, Baraka e Sindel como oponentes. Kabal, Sektor, Smoke, Nightwolf, Stryker, Fujin, Jade, Shao Kahn, Shang Tsung, Li Mei, Sareena, Frost, Shujinko, Daegon e Taven aparecem muito brevemente nos vídeos do modo história ou então durante os créditos finais dos personagens jogáveis.

### Enredo
Depois da derrota de Shao Kahn, Shinnok ataca a Terra com o exército do Netherrealm, incluindo os guerreiros do Earthrealm ressuscitados que foram mortos durante a invasão de Kahn e agora sobre o controle de Quan Chi. Depois de lutarem e libertarem alguns companheiros, uma equipe liderada por Johnny Cage, Sonya Blade e Kenshi abrem um portal para a Câmara Jin Sei, a fonte da força de vida do Earthrealm, onde Raiden e Fujin combatem Shinnok. Conseguem distrair Shinnok o tempo suficiente para Raiden lhe roubar um amuleto e aprisioná-lo dentro dele, mas Quan Chi consegue escapar. Cinco anos depois, Johnny Cage e  Sonya Blade infiltram-se nos aposentos de Quan Chi e derrotam-no, conseguindo restaurar Scorpion, Sub-Zero e Jax, que estavam na forma de espectro.
Vinte anos depois, Cage reúne uma equipa de lutadores composta pela sua filha, Cassie; a filha de Jax, Jacqui; o filho de Kenshi, Takahashi Takeda e Kung Jin, primo de Kung Lao. A equipe treina com Sub-Zero antes de se aventurar no Outworld, para tentar resolver uma guerra civil entre Mileena e Kotal Kahn. A equipe de Cassie ajuda Kahn a recuperar o amuleto de Shinnok, matando Mileena. A equipe é traída por Kahn pois este acha que o amuleto está mais seguro no OutWorld. No entanto, D'Vorah revela ser uma traidora, que na verdade está trabalhando junto de Quan Chi, rouba o amuleto, e inadvertidamente passa a culpa para a equipe de Cassie.
Com a ajuda de Sareena, Jax e Kenshi invadem Netherrealm para capturarem Quan Chi, mas acabam falhando. Scorpion, depois de descobrir a verdade por trás das mentiras de Quan Chi sobre a morte de seu clã, infiltra-se na Base de Operações Especiais com a intenção de matar Quan Chi, derrotando Kenshi, Johnny e Sonya no processo. Scorpion decapita Quan Chi, mas já era tarde, Quan Chi tinha acabado de criar um feitiço que havia libertado Shinnok do cativeiro. Enfraquecido por um ataque do Shirai Ryu, Johnny é feito prisioneiro por Shinnok e D'Vorah. Com a ajuda dos espectros controlados por Quan Chi, Liu Kang, Kung Lao, Smoke, Sindel e Kitana; Shinnok e D'Vorah assaltam o Templo do Céu, onde subjugam Raiden. Shinnok entra então no Jin  Sei e corrompe-o, transformando-se a si próprio num poderoso demónio.
Cassie persegue Shinnok, mas é interceptada por Kotal Kahn e o seu exército, mas Sub-Zero e os seus "irmãos" do Lin Kuei aparecem a tempo de repelir as forças do Outworld. Enquanto Jacqui e Takeda estão ocupados com os espectros, Cassie e Jin entram na Câmara, onde Cassie derrota D'Vorah e Shinnok. Raiden, gravemente ferido, purifica o Jin Sei, retirando os poderes de Shinnok, forçando os espectros a desistirem. Sonya e os seus soldados chegam, reunindo a família Cage.
Algum tempo depois, as assombrações de Liu Kang e Kitana assumiram a liderança do Netherrealm, mas Raiden, que parece estar corrompido pelas forças malignas que haviam contaminado o Jin Sei, avisa-os de que o destino deles será "pior que a morte" se eles ameaçarem o EarthRealm, apresentando a cabeça decapitada, ainda viva, de Shinnok. Com Quan Chi morto, Shinnok derrotado, Shang Tsung e Shao Kahn destruídos, Liu Kang e kitana encerram a história do jogo, mostrando se assim como os futuros vilões do jogo Mortal Kombat 11, como a possível "Nova Aliança Mortal".

## Desenvolvimento
A NetherRealm Studios começou a contratar para a oitava geração de consolas em Abril de 2012. Em Julho de 2013, foi anunciado que um novo jogo Mortal Kombat estava em produção e que iria ser editado em Setembro de 2015, juntamente com um novo filme da série. Na San Diego Comic-Con de 2013, Lance Sloan, produtor da série de Internet Mortal Kombat: Legacy, confirmou que o próximo jogo Mortal Kombat estava em produção, e que havia intenções de um lançamento em simultâneo com o novo filme Mortal Kombat.
Em Fevereiro de 2014, o actor Kiefer Sutherland revelou o seu envolvimento num "grande jogo", algo que foi mais tarde negado por Ed Boon. De acordo com o currículo de Karen Strassman (a voz de Kitana e Mileena no jogo Mortal Kombat de 2011), o título de produção do jogo era Mortal Kombat 2. O poster do jogo "escapou" para a Internet e o novo logótipo foi revelado a 28 de Maio de 2014, e Boon com pequenas frases diárias na sua conta do Twitter, dava pequenos enigmas naquilo que podia ser uma contagem decrescente até um anúncio a 2 de Junho, especulando que o título poderia ser Mortal Kombat X. Uma das pistas que Ed Boon deu no Twitter, era uma fotografia do logótipo de Lincoln MKX que indicava um novo lançamento, afirmando "Que será que significa o X?"
A 2 de Junho de 2014, o título foi oficialmente revelado como Mortal Kombat X, juntamente com um video que mostrava um combate entre os icónicos personagens Scorpion e Sub-Zero. O jogo fez sua primeira aparição pública durante a Electronic Entertainment Expo em Junho de 2014, onde quatro novos personagens foram mostrados, para além dos dois já mostrados no video inicial. Com mais de 11 milhões de visualizações, foi o terceiro trailer mais visto no YouTube no segundo quarto de 2014.
A NetherRealm Studios apenas trabalhou nas versões PS4 e Xbox One. A versão para Microsoft Windows foi produzida pelo estúdio High Voltage Software. O jogo tem uma resolução de 1080p com 60fps de cadência, assim como "tem as mais brutais Fatalidades de toda a série”. Boon disse: "Tivemos algumas reuniões e muita gente trouxe ideias para as Fatalidades. Aquelas em que diziam ‘nunca poderemos fazer isso’ – são aquelas que estamos a criar." Boon também já informou que o jogo não tem nenhuma versão de demonstração.
Devido às enormes criticas em relação à versão para PC, quase todas as referencias a Mortal Kombat X foram removidas da página oficial da High Voltage Software no Facebook. A 28 de Agosto de 2015, a Warner Bros. anunciou o cancelamento das versões PlayStation 3 e Xbox 360, devido à impossibilidade de obter a qualidade estabelecida pelas versões da actual geração do jogo.
Tyler Lansdown da NetherRealm Studios referiu que o "Kombat Pack 2", Mortal Kombat XL e o respectivo código online, não estarão disponíveis para a versão PC.

## Lançamento

Conteúdo da ‘Mortal Kombat X Kollector's Edition’.

Mortal Kombat X foi lançado no dia 14 de Abril de 2015 para Microsoft Windows, PlayStation 4 e Xbox One. A 28 de Agosto de 2015, as versões PlayStation 3 e Xbox 360 foram canceladas. A 2 de Fevereiro de 2015 a Warner Bros. Interactive Entertainment revelou as várias edições especiais disponíveis para Mortal Kombat X:
A ‘Mortal Kombat X: Kollector's Edition by Coarse’ disponível para PS4 e Xbox One, contém uma figura exclusiva de Scorpion desenhada pela Coarse com certificado de autenticidade e assinado pelos artistas Sven Waschk e Mark Landwehr, uma "pele" dourada de Scorpion inspirada na figura e o The Kombat Pack, que inclui acesso a quatro lutadores adicionais, e "peles" para diversos lutadores; a ‘Mortal Kombat X Kollector's Edition’, disponível para PS4 e Xbox One, contém uma figura exclusiva de Scorpion pintada à mão, uma carta e uma caixa metálica exclusiva, a caixa de coleccionador, o volume de banda desenhada Mortal Kombat X: Blood Ties Volume 1, uma "pele" dourada de Scorpion e o The Kombat Pack; a ‘Mortal Kombat X Limited Edition’, disponível para PS4 e Xbox One, contém uma "pele" exclusiva de Scorpion inspirada na Guerra Fria juntamente com o The Kombat Pack; a ‘Mortal Kombat X Premium Edition’, em formato digital e disponível para todas as plataformas, inclui apenas o The Kombat Pack.

### Versão Android/iOS
A 2 de Março de 2015, a NetherRealm Studios anunciou que a sua secção de jogos móveis lançaria uma versão iOS/Android de Mortal Kombat X em Abril de 2015. A versão é descrita como "luta free-to-play/híbrido de luta de cartas" em que os jogadores podem desbloquear conteúdo para a versão das consolas ao jogarem a versão móvel (e vice-versa). A versão iOS foi lançada a 7 de Abril de 2015, enquanto que o sistema operativo Android teve inicialmente um lançamento limitado (soft launch) a 23 de Abril de 2015 para alguns países asiáticos, e lançada oficialmente a 4 de Maio de 2015.

### Conteúdo adicional
A 13 de Março de 2015, Jason Voorhees da série de filmes Friday the 13th, foi anunciado como o primeiro personagem bónus adicional incluído no pacote "Kombat Pack". Uma semana depois, Predator, da série homónima, foi o segundo revelado, depois de acidentalmente ter aparecido na Xbox Games Store. Mais tarde, Tremor de Mortal Kombat: Special Forces e Tanya de Mortal Kombat 4, completaram o conjunto de lutadores adicionais. O pacote tem ainda quinze fatos alternativos para os combatentes, incluindo um de Jax baseado no actor Carl Weathers, do primeiro filme Predator. Goro é oferecido aos jogadores que fizeram a pré-reserva do jogo, no entanto os produtores têm planos para que o personagem  fique disponível para aquisição. Em janeiro de 2016 foi anunciado o "Kombat Pack 2", o segundo pacote de lutadores adicionais e inclui Leatherface (The Texas Chain Saw Massacre), Xenomorfo (Alien), Bo' Rai Cho (Mortal Kombat: Deadly Alliance) e Tri-Borg (combinação de Cyrax, Sektor, Smoke e Cyber Sub-Zero) o único das personagens com quatro variações. Segundo a NetherRealm Studios, o "Kombat Pack 2" não está disponível para PC.
Vários fatos alternativos ficaram disponíveis para alguns personagens, incluindo os pacotes “Brazil Costume Pack”, inspirado nesse pais sul-americano, o pacote inclui um fato "Soccer" para Johnny Cage, outro "Capoeira" para Liu Kang e um outro de nome "Gaúcho" para Kung Lao; o “Kold War Pack” que é inspirado na Guerra Fria e inclui o fato “Motherland” para Sonya Blade, “Revolution” para Kano e “Tundra” para Sub Zero; o “Klassic Fatality” inclui o fato Kold War de Scorpion e quatro fatalidades clássicas do jogo original para Scorpion, Sub-Zero, Sonya e Johnny Cage; e o "Klassic Skins Pack 2" que dá um fato para Kung Lao e Jax de Mortal Kombat 3 e um para Quan Chi de Mortal Kombat 4. Os jogadores que pré-reservaram o "Kombat Pack 2" e a edição Mortal Kombat XL receberam o pacote "Cosplay", que inclui dois fatos que permitem vestir Cassie Cage e Jacqui Briggs como Sub-Zero e Scorpion, respectivamente. A 1 de Março ficou disponível gratuitamente para as consolas o pacote “Medieval” que inclui fatos para Kotal Kahn, Kung Jin e Ferra & Torr.

### Marketing
Em Outubro de 2014, durante a New York Comic Con, foi revelado que Mortal Kombat X seria adaptado pela DC Comics para uma série de livros de banda desenhada. Escrita por Shawn Kittelsen, com desenhos de Dexter Soy e de Ivan Reis, a história inclui personagens novas e clássicas e segue os eventos após o jogo Mortal Kombat (2011) servindo como prólogo para Mortal Kombat X. O primeiro capítulo foi editado em Janeiro de 2015.
A Mezco Toyz, uma empresa norte-americana fabricante de brinquedos, criou uma colecção de figuras referente às personagens Scorpion, Kotal Kahn, Kitana, Quan Chi, Sub-Zero e Raiden. A PDP - Performance Designed Products, uma companhia que produz acessórios para videojogos, anunciou um comando/controlador inspirado em Mortal Kombat X, especialmente desenhado para Xbox One e PlayStation 4.
O video de estreia usa a canção "Can't Be Stopped", original de Wiz Khalifa. A publicidade televisiva para Mortal Kombat X foi estreada a 27 de Março de 2015 com a canção "Chop Suey!" de System of a Down e foi realizado por Shavo Odadjian, um dos membros da banda. O logótipo de Mortal Kombat X foi usado no carro NASCAR #20 Xfinity Series do condutor Erik Jones (patrocinado pela GameStop) que ganhou o O'Reilly Auto Parts 300 em Abril de 2015.
Mortal Kombat X tem sido usado em competições e-sports, com torneios internacionais na Europa, Ásia, e América do Norte. Os prémios semanais têm o valor de US$1,000, e começaram a 19 de Abril de 2015. A final, a 11 de Julho de 2015, vale pelo menos US$50,000.

### Mortal Kombat XL
A 20 de Janeiro de 2016, a NetherRealm Studios anunciou Mortal Kombat XL, que inclui todo o conteúdo adicional lançado anteriormente, incluindo o pacote Kombat Pack 2. Tem lançamento previsto para Xbox One e PlayStation 4 a 1 de Março de 2016 na América do Norte e a 4 de Março na Europa. Não está prevista nenhuma versão para PC.

## Recepção

### Criticas profissionais
Mortal Kombat X foi bem recebido pela critica especializada. Nos sites de análises agregadas Metacritic e GameRankings, a versão para PlayStation 4 tem uma média de 83/100 e de 84.18% e a versão Xbox One 86/100 e 85.97%, respectivamente. Os elogios foram sobretudo dirigidos aos aspectos visuais, às mecânicas e à jogabilidade, incluindo as novas variações de cada um dos personagens. Enquanto que a história teve uma recepção variada, o grande foco das criticas foi direccionado para com a adição das micro-transacções. Em particular, a versão para Microsoft Windows foi muito criticada devido aos vários problemas técnicos.
Brian Shea da Game Informer chamou a Mortal Kombat X "mais de que uma continuação da visão bem sucedida da NetherRealm sobre a série; é um dos melhores jogos de combate em anos", referindo que a jogabilidade é variada e complexa ao mesmo tempo que gostou as opções do multijogador. Peter Brown do GameSpot gostou da jogabilidade ao dizer que é "as melhores mecânicas de combate da série" mas criticou os conteúdos adicionais ao afirmar que "existe muito amor neste novo Mortal Kombat que é uma pena ver tanta prática de monetização ao invés da tua experiência". Lucas Sullivan do GamesRadar descreveu o modo história como "incessantemente divertido" com "bons actores de voz e um enredo surpreendentemente agradável". Criticou os outros modos de um jogador para além da história bem como as opções de aprendizagem. Michael Huber do GameTrailers chamou-o de "excelente entrada na série", destacando a jogabilidade, o modo história e as componentes online. Vince Ingenito do IGN deu a pontuação de 8.4/10. Refere que Mortal Kombat X é o melhor Mortal Kombat da história da série, louvando-o como um jogo mais profundo, mais rico e mais mecanicamente caracterizado que o anterior  Mortal Kombat. Também elogiou a presença dos novos personagens, que fazem o jogo sentir-se novo e excitante tanto para os fãs de longa data, como para os fãs casuais. Michael McWhertor do Polygon disse que o jogo "é um dos melhores da série", elogiando a jogabilidade, os novos sistemas e a sua apresentação.
Stephen Kleckner do VentureBeat foi mais critico em relação ao jogo, referindo que as novas animações são confusas, com um sistema que favorece combos de curta distancia, ter de usar o botão de bloqueio para correr, o fraco jogo online e o conteúdo adicional referente às ‘Fatalidades Fáceis’. No entanto elogiou o modo história, a direcção de arte e o som. Kleckner deu a pontuação de 65/100 a Mortal Kombat X. Ray Carsillo da Electronic Gaming Monthly deu ao jogo 7.5/10 e diz que tem como pontos fortes o combate fluido, e o modo Living Towers, que mantém o jogo fresco quando acaba o modo história. Criticou a falta de profundidade no enredo referindo que tem muitos "sub-enredos" e que as variações de cada personagem não são assim muito interessantes como ele próprio desejaria.

### Vendas
Segundo Ed Boon, Mortal Kombat X tornou-se o maior lançamento de sempre na história da série. De acordo com o Chart-Track, Mortal Kombat X estreou-se na #1 posição nas tabelas de vendas de software no Reino Unido. A 12 de Outubro de 2015, foi relatado pelo The Wall Street Journal que Mortal Kombat X já tinha vendido mundialmente mais de cinco milhões de cópias. A versão para PC vendeu mais de 500,000 cópias.

### Sequência
Uma sequência, Mortal Kombat 11, será lançada em abril de 2019.

### Prémios
| Lista de prémios e nomeações relevantes para Mortal Kombat X | Lista de prémios e nomeações relevantes para Mortal Kombat X | Lista de prémios e nomeações relevantes para Mortal Kombat X | Lista de prémios e nomeações relevantes para Mortal Kombat X |
| Prémio                                                       | Categoria                                                    | Resultado                                                    | Ref.                                                         |
| ------------------------------------------------------------ | ------------------------------------------------------------ | ------------------------------------------------------------ | ------------------------------------------------------------ |
| The Game Awards 2015                                         | Melhor Jogo de Luta                                          | Venceu                                                       | [ 127 ]                                                      |
| IGN Best of 2015                                             | Melhor Jogo de Luta                                          | Venceu                                                       | [ 128 ]                                                      |
| Game Informer Best Of 2015 Awards                            | Melhor Jogo de Luta                                          | Venceu                                                       | [ 129 ]                                                      |
| Golden Joystick Awards 2015                                  | Melhor Jogo Multijogador                                     | Indicado                                                     | [ 130 ] [ 131 ]                                              |
| D.I.C.E. Awards                                              | Melhor Jogo de Luta                                          | Venceu                                                       | [ 132 ]                                                      |